# 法爾卡沙鄉
47°09′N 25°50′E / 47.150°N 25.833°E
法爾卡沙鄉（羅馬尼亞語：Comuna Farcașa, Neamț），是羅馬尼亞的鄉份，位於該國東北部，由尼亞姆茨縣負責管轄，面積92平方公里，海拔高度580米，2007年人口3,251，人口密度每平方公里35人。